# Santo Ángel (Albacete)
El Santo Ángel es un edificio religioso e iglesia situado en el Ensanche de la ciudad española de Albacete.

## Historia
El edificio fue proyectado por el arquitecto Baldomero Pérez Villena en 1957 para la construcción de un colegio-noviciado con internado por encargo de la Congregación del Santo Ángel de la Guarda en la plaza San Juan de Dios de la capital albaceteña.

## Características
El grandioso edificio combina varios usos (religioso, docente y residencial). Tiene planta en forma de U en torno a un patio central ajardinado. Está compuesto por tres volúmenes, de los que el principal alberga los espacios públicos, la capilla y el salón de actos. Cuenta con un campanario en uno de sus extremos. La esquina constituye un gran cuerpo eclesial. Destaca la simetría y regularidad del edificio salvo las vidrieras de gran tamaño de la iglesia. En la fachada predomina el ladrillo.